# Посольство о Елене
«Посольство о Елене» или «Требование выдачи Елены» — трагедия древнегреческого драматурга Софокла (V век до н. э.) на тему мифов о Троянской войне. Её текст почти полностью утрачен.
Действие пьесы происходит в самом начале Троянской войны. После высадки и победы в первом бою ахейцы направляют в Трою послов с требованием выдать им Елену — жену Менелая, похищенную Парисом. Те встречают враждебный приём, но Антенор принимает послов у себя и предоставляет им защиту.
Уцелели всего три фрагмента пьесы. В одном из них кто-то из героев характеризует Менелая, в другом — Елену. Третий отрывок — часть реплики самой Елены.
У Вакхилида есть дифирамб под названием «Антенориды, или Посольство о Елене». Исходя из этого, некоторые исследователи отождествляют «Посольство» с ещё одной трагедией Софокла — «Антенориды».